# Garum

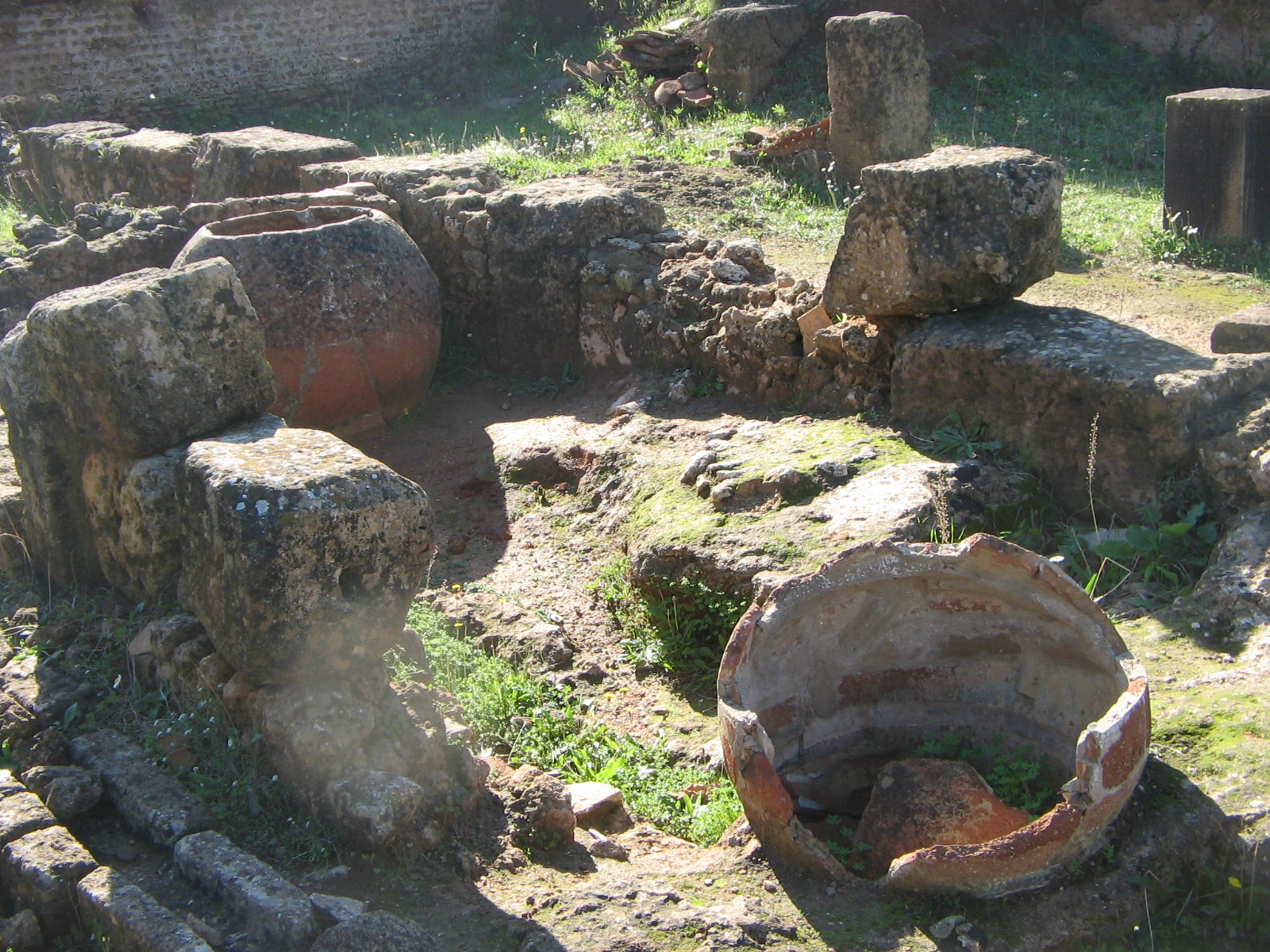
Fabrică de garum la Tipasa, în nordul actualului stat Algeria

Garumul, sau liquamen (adică zeamă, suc sau sos, în latină), era un sos, principalul condiment utilizat în Roma Antică.

## Origini
Garumul era cunoscut, încă din perioada etruscă și în Grecia antică, din secolul al VI-lea î.Hr.. Grecii îl numeau garos, care semnifica și pește mic.
Originile sunt, se pare, babiloniene. Trei tablete, care cuprindeau rețete culinare, în scriere cuneiformă și care datau de prin anul 1700 î.Hr., îl menționează sub denumirea akkadiană de siqqu.

## Descriere
Era vorba de carne sau de viscere de pește ori de scoici, care au fost îndelung macerate într-o mare cantitate de sare, în scopul evitării putrefacției. Intra în compoziția numeroaselor mâncăruri, mai ales ca urmare a gustului său puternic sărat.
Un amestec de garum cu ulei sau cu vin, numit œnogarum, intervenea în pregătirea caltaboșului.
Garumul cu cea mai mare reputație, numit garum al aliaților (în latină garum sociorum), era fabricat în Betica (la Baelo Claudia, în apropiere de actualul oraș Tarifa), în sudul Spaniei actuale, deci în Andaluzia, pornind de la tonul roșu, care migrează din Atlantic în Marea Mediterană. 
Cantități însemnate de garum erau exportate în întreg Imperiul Roman  din zona actuală a Tunisiei prin orașul-port Neapolis (azi Nabeul).
Garumul era elaborat din sânge, icre, sistemul digestiv al peștilor, amestecate cu o mare cantitate de sare (cel puțin 50% din volumul total). Prezența sării inhiba descompunerea naturală, macerarea se producea probabil sub acțiunea sucurilor digestive ale tonului. Nu este vorba, prin urmare, de o putrefacție.
Garumuri de o mai slabă calitate, preparate pornind direct de la carne de ton, sau de alt pește (de exemplu, macrou), erau fabricate în întregul bazin mediteranean. Toate aceste garumuri erau comercializate în amfore de mici dimensiuni, ca urmare a prețului ridicat al conținutului.
Se pare că savoarea garumului ar fi apropiată de cea a nuoc-mâm-ului cunoscut din bucătăria vietnameză.
Garumul este la originea sosului provensal numit pissalat, pregătit din sardele și hamsii (în franceză anchois), consumat în regiunea Nisei, în sudul Franței.

## Descoperiri arheologice
În anul 2008, arheologii au utilizat restul ultimului lot de garum fabricat la Pompeii, descoperit în vila unui producător și negustor de garum, Aulus Umbricius Scaurus, pentru a confirma luna, august, în care s-a întâmplat celebra erupție a Vezuviului, în anul 79. Acest lot, neterminat, era, în întregime, pe baza unei specii de pește mediteranean, care se adună vara. Analizele de laborator au confirmat faptul că Vezuviul a erupt, cel mai probabil, la data de 24 august 79, așa cum notase istoricul roman Plinius cel Tânăr, în mențiunile  sale privitoare la erupție.

## Galerie de imagini

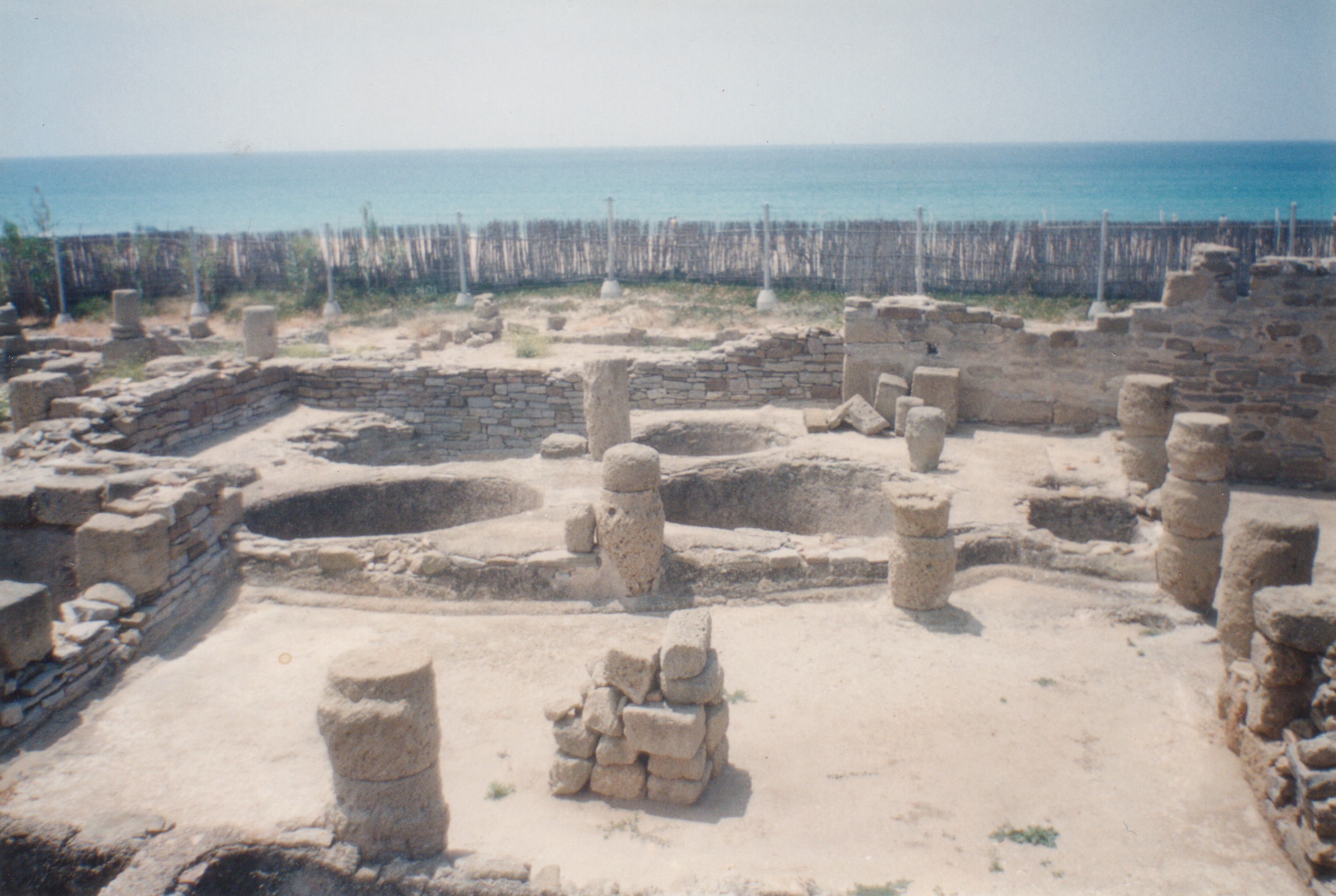
Fabrică de garum, la Baelo Claudia, în Cadiz, Spania
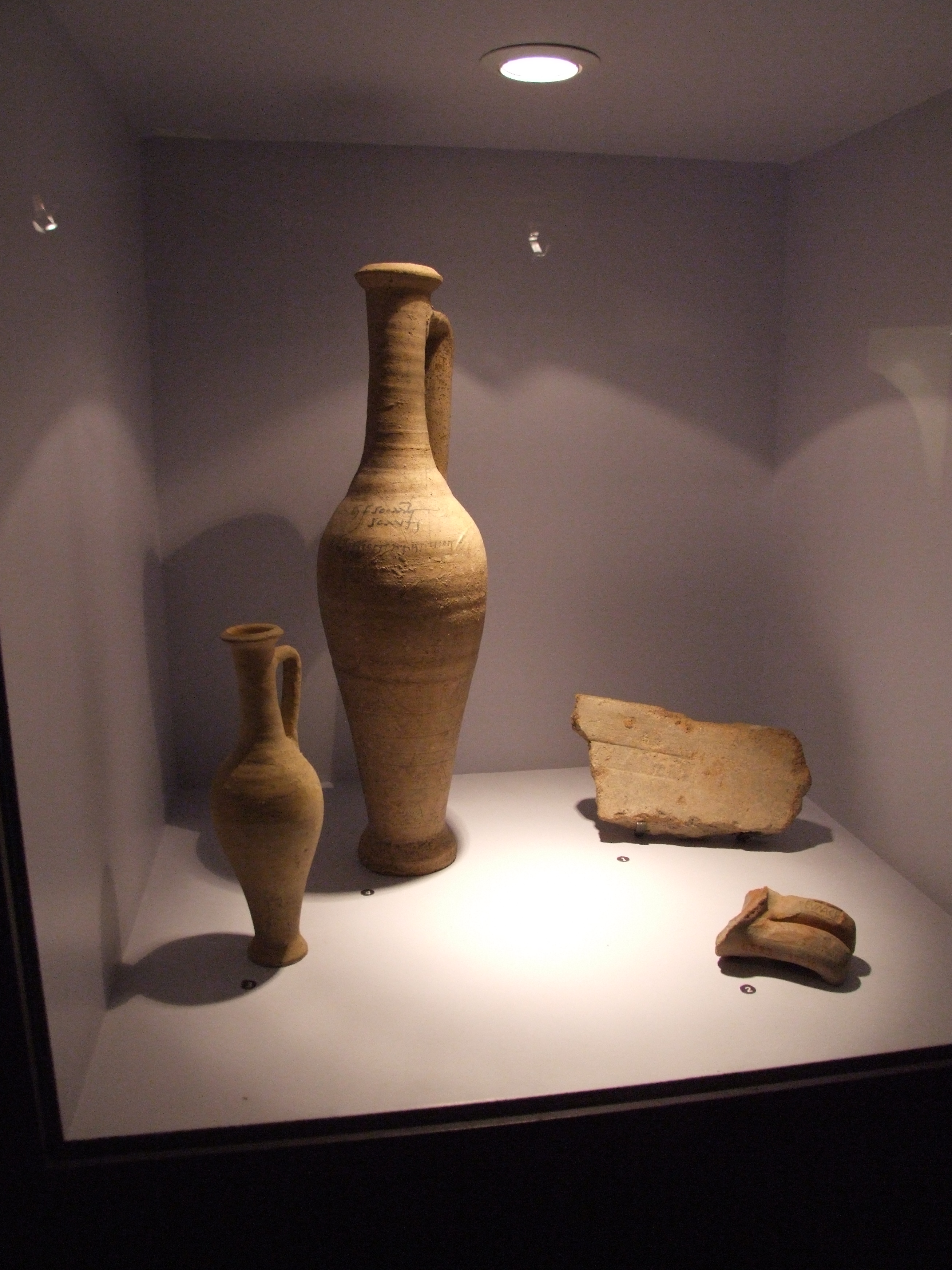
În stânga, două amfore pentru garum, descoperite la Pompeii
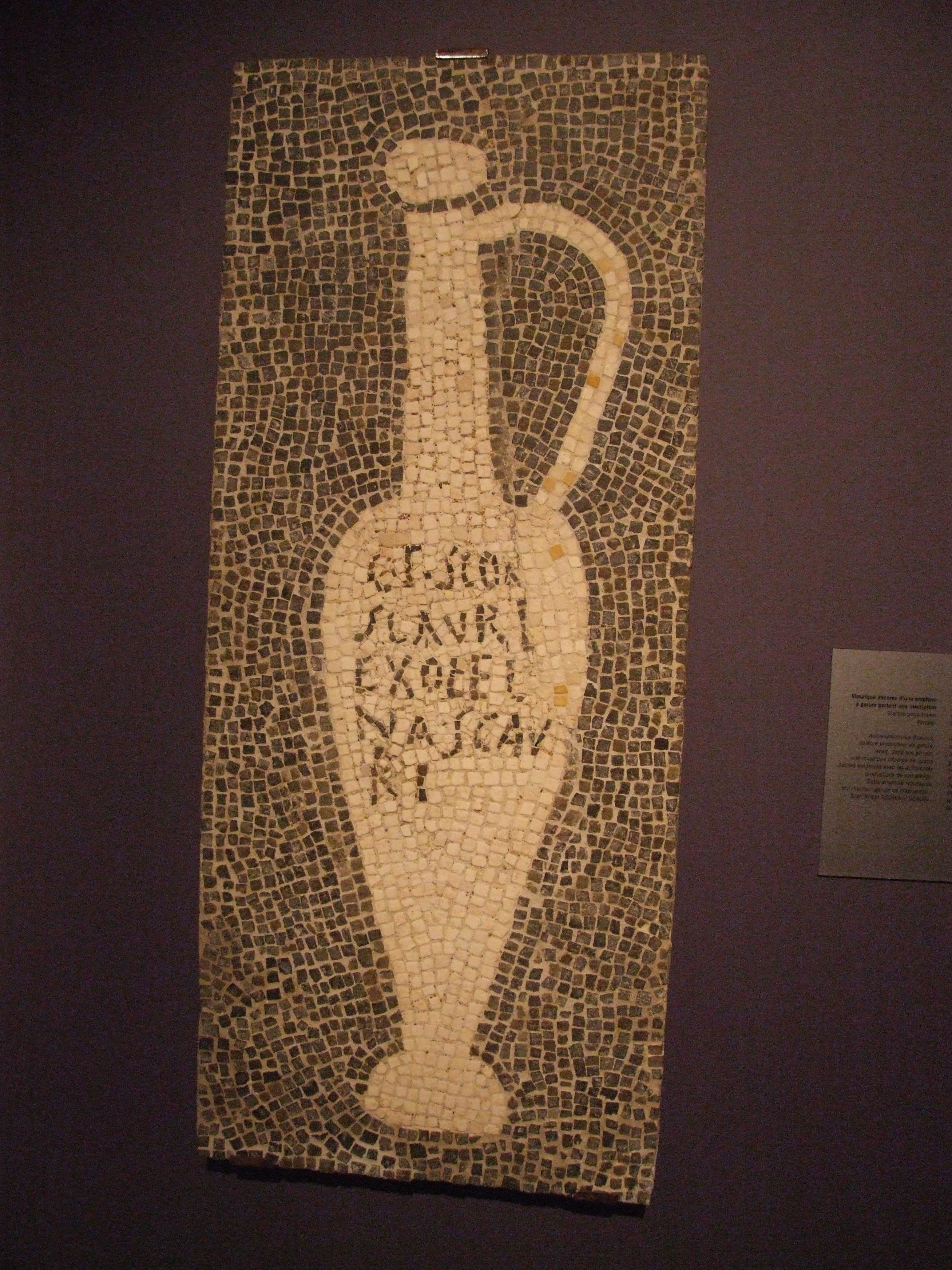
Unul dintre cele patru mozaicuri care împodobeau colţurile atriumului[11] din vila lui Aulus Umbricius Scaurus, celebru producător de garum, la Pompeii. Amfora reprezentată conţine cea mai bună dintre cele patru sortimente ale sale, garumul de macrou: G[ari] F[los] SCAM[bri] SCAVRI